# Isbóset zsidó király
Isbóset, (héber: אִישׁ־בֹּשֶׁת) vagy másképp Esbaál vagy Isbaál (אֶשְׁבַּעַל, jel.= Baál tüze) bibliai személy, Saul legkisebb fia. Gyenge jellemű volt, a Biblia alapján apja halála után Júda törzsének kivételével uralkodott Izraelben. Azonban az igazi hatalom Saul tábornokának, Abnérnak a kezében volt. Trónra kerülése után két évvel saját tanácsadói ölték meg, akiket később Dávid király kivégeztetett tettükért.
Királysága alatt folyamatos háborúban állt Dáviddal. Egy feszült légkörű társalgás során megvádolta Abnért, ezért az átállt Dávid oldalára (őt később Joáb, Dávid hadvezére meggyilkolta, mert Abnér megölte öccsét). Ezután Isbóset főhivatalnokai félelemből ölték meg saját uralkodójukat.

## További irodalom
- John Bright: Izráel története. A Magyarországi Református Egyház Kálvin János Kiadója, Budapest, 1993. 190-191.